# Johnny Mnemonic (film)
 For alternative betydninger, se Johnny Mnemonic. (Se også artikler, som begynder med Johnny Mnemonic)
Johnny Mnemonic er en amerikansk science fiction-actionfilm fra 1995. Den er instrueret af Robert Longo og produceret af Don Carmody. Filmen er baseret på Johnny Mnemonic af William Gibson.

## Handling
I 2021 har Johnny fået en datalagringsenhed, der er implanteret i sin hjerne, og giver ham mulighed for diskret at bære information for følsom over for Internettet, den virtuelle realitetsækvivalent af internettet. Mens det er lukrativt, har implantatet kostet Johnny sine barndomsminder, og han søger at få implantatet fjernet for at genvinde sine minder. hans håndterer, Ralfi tildeler ham et nyt job, der dækker omkostningerne ved operationen (som er ekstremt dyre), sender Johnny til Beijing for at indsamle de seneste oplysninger. Johnny fortælles, at oplysningerne overstiger hans nuværende hukommelseskapacitet på 80 gigabyte, men han køber en kompressionsenhed, der effektivt fordobler den mængde, han kan holde.

## Medvirkende
| Skuespiller      | Rolle               |
| ---------------- | ------------------- |
| Keanu Reeves     | Johnny Mnemonic     |
| Dina Meyer       | Jane                |
| Ice-T            | J-Bone              |
| Takeshi Kitano   | Takahashi           |
| Denis Akiyama    | Shinji              |
| Dolph Lundgren   | Gadeprædikant       |
| Henry Rollins    | Spider              |
| Barbara Sukowa   | Anna Kalmann        |
| Udo Kier         | Ralfi               |
| Tracy Tweed      | Pretty              |
| Falconer Abraham | Yomamma             |
| Don Francks      | Hooky               |
| Diego Chambers   | Henson              |
| Sherry Miller    | Takahashis sekretær |